# David Browne
David Browne (ur. 27 grudnia 1995 w Port Moresby) – papuaski piłkarz grający na pozycji napastnika w nowozelandzkim klubie Auckland City FC. Jest reprezentantem swojego kraju w kategorii wiekowej U-17.
Dzięki obecności w składzie Auckland City FC podczas Klubowego Pucharu Świata 2012 został drugim najmłodszym zawodnikiem, który wziął udział w tych rozgrywkach.